# Bashunosaurus
|  | Dieser Artikel wurde aufgrund von formalen oder inhaltlichen Mängeln in der Qualitätssicherung Biologie zur Verbesserung eingetragen. Dies geschieht, um die Qualität der Biologie-Artikel auf ein akzeptables Niveau zu bringen. Bitte hilf mit, diesen Artikel zu verbessern! Artikel, die nicht signifikant verbessert werden, können gegebenenfalls gelöscht werden. Lies dazu auch die näheren Informationen in den Mindestanforderungen an Biologie-Artikel. |

Bashunosaurus  war ein sauropoder Dinosaurier aus dem Mitteljura (Bathonium bis Callovium). Seine aus zwei teilweise erhaltenen Skeletten und den Kieferknochen bestehenden fossilen Überreste wurden in der unteren Shaximiao-Formation in Sichuan (China) entdeckt und 2004 von den Paläontologen Kuang benannt. Einzige Art ist Bashunosaurus kaijiangensis. 

## Systematik
Bashunosaurus gilt als primitiver Sauropode und steht systematisch an der Basis des Sauropodenstammbaums, ohne einer Familie zugeordnet zu werden.